# (488441) 2016 XH24
(488441) 2016 XH24 es un asteroide perteneciente al cinturón de asteroides, descubierto el 28 de diciembre de 2007 por el equipo del Lincoln Near-Earth Asteroid Research desde el Laboratorio Lincoln, Socorro, Nuevo México.

## Designación y nombre
Designado provisionalmente como 2016 XH24.

## Características orbitales
2016 XH24 está situado a una distancia media del Sol de 2,729 ua, pudiendo alejarse hasta 3,381 ua y acercarse hasta 2,077 ua. Su excentricidad es 0,238 y la inclinación orbital 26,47 grados. Emplea 1647,17 días en completar una órbita alrededor del Sol.

## Características físicas
La magnitud absoluta de 2016 XH24 es 15,9.